# Реал Бетис
„Реал Бетис Баломпие“ (на испански: Real Betis Balompié S.A.D.) е професионален футболен клуб от Севиля, Испания.
Основан е през 1907 г. Той е първият футболен клуб от област Андалусия, играл в Ла Лига и турнира за купата на УЕФА. Той също така е и единственият испански клуб, печелил шампионатите в Примера, Сегунда и Терсиера Дивисион.

## История
Бетис е печелил Примера Дивисион веднъж през 1935 г. Първата си Купа на Краля отборът взема през 1977 г.
През 2007 г. клубът празнува своята 100-годишнина По случай юбилея на 9 август 2007 г. Бетис изиграва мач с Милан, спечелен с 1:0.
Стадионът му се нарича „Manuel Ruiz de Lopera“ и е с капацитет за 52 700 зрители. В миналото отборът играе на стадион „Estadio Benito Villamarín“, но новият собственик на клуба Мануел Руис де Лопера решава да построи нов на негово място. Оттогава стадионът носи неговото име.
На 17 октомври 2010 г. новите собственици връщат името на стадиона и той се казва Бенито Вилямарин. Името е избрано след гласуване сред привържениците на Бетис.

## Успехи
- Примера Дивисион
  -  Шампион (1): 1934/35
  -  Бронзов медал (2): 1963/64, 1994/95

- Купа на Краля
  -  Носител (3): 1976/77, 2004/05, 2021/22
  -  Финалист (2): 1931, 1996/97

- Суперкупа на Испания
  -  Финалист (1): 2005

- Сегунда Дивисион
  -  Шампион (7): 1931/32, 1941/42, 1957/58, 1970/71, 1973/74, 2010/11, 2014/15

- Регионален шампионат/Трофей Манкомунадо
  -  Вицешампион (1): 1932/33

- Купа на Андалусия
  -  Носител (1): 1927/28
  -  Финалист (13): 1919/20, 1920/21, 1922/23, 1923/24, 1924/25, 1925/26, 1926/27, 1928/29, 1929/30, 1930/31, 1931/32, 1938/39, 1939/40

- Купа на Севиля
  -  Носител (5): 1910, 1911, 1912, 1914, 1915

- Иберийска купа
  -  Финалист (2): 1935, 2005

- Лига на конференциите
  -  Финалист (1): 2024/25

## Настоящ състав
Към 21 май 2025 г.

## Известни бивши футболисти
- Денилсон
- Алфонсо Перес Муньос
- Роберт Ярни
- Ненад Биелица
- Финиди Джордж
- Селсо Аяла
- Луис Арагонес
- Роберто Лопес Уфарте
- Диего Тристан
- Хуакин Санчес

## Български футболисти
- Трифон Иванов: 1990/93 - (52 мача - 9 гола)

## Известни бивши треньори
- Луис Арагонес
- Хавиер Клементе
- Хавиер Игурета
- Хуанде Рамос
- Ектор Купер
- Луис Фернандес
- Гуус Хидинк